# Balkánský sýr
Balkánský sýr je druh měkkého sýra s typickou slanou chutí a bílou barvou, který se využívá často při výrobě zeleninových salátů či šopského salátu. Jedná se o obdobný sýr řeckému sýru feta a bulharskému sýru sirene, který byl vyráběn původně z ovčího, kozího a kravského mléka, ale současné typy prodávané ve střední Evropě jsou vyráběny z kravského mléka. Skládá se z 40 až 45 % tuku.
Balkánský sýr se skladuje v lehce slaném nálevu, což udržuje jeho vlhký stav a pomáhá zachovávat jeho chuť. Při dlouhodobějším skladování se doporučuje naložit ho do nálevu a nebo oleje a udržovat při teplotě 4 až 8 °C.
Sýr má širokou škálu použití při vaření i při konzumaci. V zemích svého původu je široce využíván pro ochucování jídel, ale také jako součást samotného jídla. Současně se dá i nakládat. Podává se jak s teplými pokrmy, tak i se studenými.

## Sirene
Sirene nebo Sirenje (bulharsky сирене; makedonsky сирење; srbsky сир, sir, albánsky djath i bardhe) známý také jako „bílý sýr v slaném nálevu“ (bulharsky бяло саламурено сирене) jedná se o druh balkánského sýru vyráběný v Jihovýchodní Evropě, zvláště populární v Bulharsku, Srbsku, Chorvatsku, Rumunsku, Albánii, Makedonii a také v Izraeli. Vyrábí se z kozího, ovčího, kravského mléka nebo také kombinací těchto mlék. Zraje 45 dní a obsahuje 40–45% tuku . Obvykle se vyrábí v blocích/kostkách a má zrnitou strukturu. Je výtečný nejen jako stolní sýr, ale také jako přísada do salátů nebo i k přípravě pečených pokrmů.

## Průměrný obsah látek a minerálů
Tabulka udává dlouhodobě průměrný obsah živin, prvků, vitamínů a dalších nutričních parametrů zjištěných v sýtu feta.
| Složka          | Jednotka | Průměrný obsah | Prvek (mg/100 g) | Průměrný obsah | Složka (mg/100g) | Průměrný obsah |
| --------------- | -------- | -------------- | ---------------- | -------------- | ---------------- | -------------- |
| voda            | g/100 g  | 56,5           | Na               | 1440           | vitamin C        | stopy          |
| bílkoviny       | g/100 g  | 15,6           | K                | 96             | vitamin D        | 0,0005         |
| tuky            | g/100 g  | 20,2           | Ca               | 360            | vitamin E        | 0,37           |
| cukry           | g/100 g  | 1,5            | Mg               | 20             | vitamin B6       | 0,07           |
| celkový dusík   | g/100 g  | 2,45           | P                | 280            | vitamin B12      | 0,0011         |
| vláknina        | g/100 g  | 0              | Fe               | 0,2            | karoten          | 0,033          |
| mastné kyseliny | g/100 g  | 18,4           | Cu               | 0,07           | thiamin          | 0,04           |
| cholesterol     | mg/100 g | 70             | Zn               | 0,9            | riboflavin       | 0,21           |
| Se              | mg/100 g | 0,005          | I                | -              | niacin           | 0,2            |
| energie         | kJ/100 g | 1037           | Mn               | stopy          | Cl               | 2350           |

## Recepty
Balkánský sýr je národním pokrmem ve všech zemí na Balkánském poloostrově. Rumuni, Bulhaři, Bosenci, Srbové, Chorvati, Makedonci, Albánci a Řekové konzumují balkánský sýr v různých úpravách.
Tradiční pokrmy s balkánským sýrem:
- Polévky: Rajská nebo zeleninová polévka s balkánským sýrem (bulharsky сиренява чорба)[3] .
- Saláty: Šopský salát s rajčaty, paprikami, okurkem, cibulí a balkánským sýrem[4] . Pastýřský salát obsahuje výše uvedenou zeleninou, sýr, šunku, vařená vejce a olivy. Rajčata se sýrem je tradičním lehkým letním salátem.
- Vejce: Smažená vejce a omeleta s balkánským sýrem. Velice oblíbeným pokrmem jsou speciálním způsobem vařená vejce posypaná balkánským sýrem a dresinkem z jogurtu, česneku, petržele a ořechy (bulharsky яйца по панагюрски; vajce à la Panagyurishte)[5] .
- Těstoviny a pokrmy z kukuřičné mouky: Špagety s balkánským sýrem a rajskou omáčkou či kečupem[6] . Populární snídani jsou makarony nebo tagliatelle (bulharsky юфка, yufka) s balkánským sýrem a cukrem. Kachamak (místní varianta pokrmu z kukuřičné mouky, polenta nebo rumunsky mămăligă) se vždy konzumuje s balkánským sýrem.
- Pekařské výrobky: Tradiční banitsa a další druhy pečiva se také připravují s balkánským sýrem[7] .
- Plněné papriky: Papriky se častěji plní rýžovou nádivkou, ale velmi oblíbeným receptem je i nádivka z balkánského sýru a vejci[8] .

Dále je balkánský sýr podáván jako předkrm.

## Balkánský sýr (a podobné sýry) v ostatních zemích
Podobné sýry jsou v dalších zemích známy pod různými názvy:
- Bulharsko: Sirene (сирене)
- Řecko: Feta – Chráněné označení původu (PDO)
- Izrael: Bulgarit (בולגרית) – 'Bulharský (sýr)'
- Libanon: Bulghari (بلغاري) – 'Bulharský (sýr)'
- Rumunsko: Telemea, Brânză
- Rusko: Bryndza (Брынза)
- Turecko: Beyaz peynir 'White cheese'
- Mexiko: Cotija sýr
- Írán: Tabrizi: 'Bílý sýr (paneer)'